# Ampulex fasciata
Ampulex fasciata is een vliesvleugelig insect uit de familie van de kakkerlakkendoders (Ampulicidae). De wetenschappelijke naam van de soort is voor het eerst geldig gepubliceerd in 1807 door Jurine.